# Gema
- Primera fila: turquesa, hematita, crisocola y ojo de tigre
- Segunda fila: cuarzo, turmalina, cornalina, pirita y sugilita
- Tercera fila: malaquita, cuarzo rosa, obsidiana nevada, rubí y ópalo musgoso
- Cuarta fila: jaspe, amatista, ágata azul y lapislázuli.

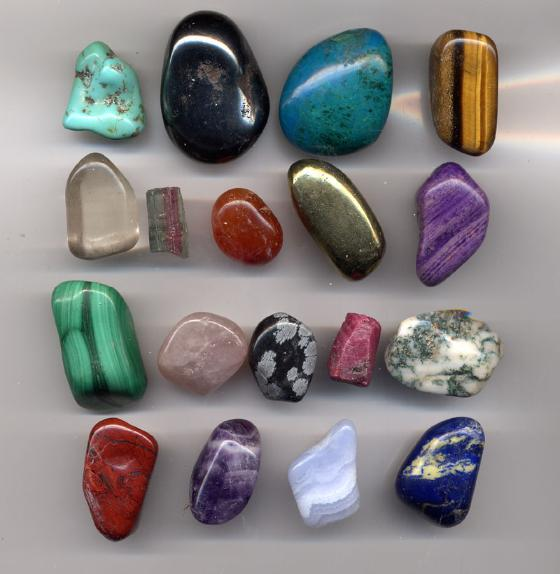

Algunos tipos de corte de gemas.

Una gema, también llamada piedra preciosa, es una roca, mineral, vidrio o producto orgánico de origen natural, que al ser cortado o pulido se puede usar en la confección de joyas u objetos artísticos. : (3.1.1)  Son piedras preciosas minerales como por ejemplo rubí, diamante, esmeralda, zafiro; semipreciosas como espinela, alejandrita, tanzanita, malaquita o granate; vidrios naturales como la obsidiana; rocas como el lapislázuli o el ónix, productos fósiles de origen orgánico como el azabache o el ámbar y productos biogénicos como las perlas (producida por una ostra) o el coral (formado por la secreción calcárea de pequeños pólipos marinos).
Para la Confederación Mundial de Joyería una gema es, en sentido estricto, una piedra preciosa —siempre de origen natural—, de muy alta calidad o perfección.: (5.36 y 5.38) 

## Generalidades

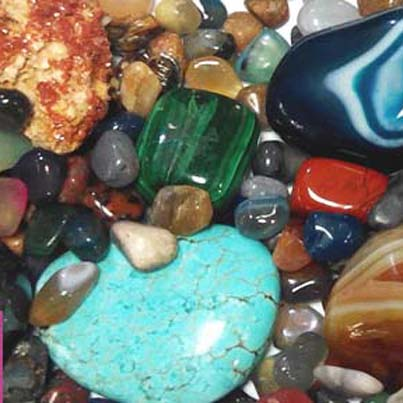
Piedras preciosas y semipreciosas.

Algunas piedras son manufacturadas para imitar a otras gemas. Sin embargo, las gemas sintéticas no son necesariamente una imitación. Por ejemplo el diamante, el rubí, el zafiro y la esmeralda creadas en laboratorios poseen las mismas características físicas y químicas que el artículo original. Pequeños diamantes artificiales han sido manufacturados masivamente durante varios años, aunque sólo recientemente han sido creados grandes diamantes de calidad, especialmente los de colores variados y llamativos.
Una gema es evaluada principalmente por su belleza y perfección. De hecho, la apariencia es lo más importante. La belleza también debe ser duradera; si una gema es dañada de alguna manera, pierde su valor instantáneamente. Las características que hacen a una piedra hermosa son su color, un fenómeno óptico inusual, una incrustación como con un fósil, su rareza y, algunas veces, la forma peculiar del cristal.
Tradicionalmente, las gemas eran divididas en dos grandes grupos: las piedras preciosas y las piedras semipreciosas, sin más. Se consideran, hasta la actualidad,
cuatro gemas preciosas:
- Diamante
- Esmeralda
- Rubí
- Zafiro

Y semipreciosas, como:
- Ágata
- Aguamarina y otras variedades del berilo
- Alejandrita
- Amatista
- Ámbar
- Ametrino
- Apatito
- Azurita
- Calcedonia y sus variedades
- Cornalina
- Crisocola
- Cuarzo y sus variedades
- Espinela
- Jade
- Jaspe
- Lapislázuli
- Malaquita
- Obsidiana
- Ojo de tigre
- Ópalo
- Peridoto (una variedad del olivino)
- Perla
- Pirita
- Topacio
- Turmalina
- Turquesa
- Zircón

Sin embargo, hoy en día, las gemas son descritas y diferenciadas por los especialistas por ciertas especificaciones técnicas. Entre ellas, de qué están hechas, su composición química e incluso su color. Los diamantes, por ejemplo, son de carbono (C). En el caso de los diamantes tallados, por ejemplo, su valor dependerá de los llamados «cuatro C», por sus siglas en inglés: carat (quilate), cut (talla), colour, (color) y clarity (transparencia).
Por otro lado, muchas gemas y cristales son clasificados por su forma, en distintos grupos, especies y variedades. Por ejemplo, la esmeralda es de la variedad verde; aguamarina, es de la azul, la bixbita es de la variedad roja y la morganita, rosa. Todas estas variedades son de la especie del berilo.

## Propiedades de las gemas

### Belleza
- Color
  - Incoloro (leucozafiro, diamante)
  - Gemas de color: rojo (rubí, rodonita), azul oscuro (zafiro, tanzanita), verde hierba (esmeralda), azul claro (aguamarina), amarillo (topacio), rosa (morganita)
  - Idiocromáticos: con un color propio
  - Alocromáticos: por impurezas
  - Seudocromáticos: efectos ópticos
- Lustre: depende de la naturaleza de la gema y del tipo de enlace.
  - Adamantino: diamante
  - Resinoso adamantino: circón
  - Nacarado: perlas
  - Sedoso: materiales con inclusiones orientadas (cuarzo rutilado, ojos de gato)
  - Craso: turquesa
  - Resinoso: ámbar
  - Céreo: jade
  - Graso: azabache
- Transparencia
  - Transparentes
  - Semitransparentes/translúcidos
  - Opacos
- Efectos ópticos:
  - Opalescencia: lechosidad en el material
  - Aventurescencia: reflexión de la luz en las inclusiones, brillo metálico.
  - Juego de colores: difracción de la luz (ópalos nobles)
  - Adularescencia: reflejo azulado
  - Labradorescencia: reflexión de la luz en una piedra opaca, brillo metálico (labradorita)
  - Asterismo: inclusiones en forma de aguja orientadas en forma de estrella (rubíes y zafiros estrella) o con cuatro puntas (estrellas de la India)
  - Ojo de gato: inclusiones en una dirección
  - Fuego: dispersión de la luz (necesita facetas) diamante, circón, fabulitas, granate
  - Iridiscencia: interferencia de la luz en colores por una fisura en la piedra (cuarzo iris)

### Durabilidad
- Dureza: resistencia al rayado (véase escalas de dureza)
  - Vectorial: propiedad que cambia según la dirección
- Exfoliación: Se pueden separar los minerales en láminas planas (nunca se puede tallar una faceta según el plano de exfoliación)
  - Completa: en romboedros (mica)
  - Mediana: (apatito)
  - Nula: (cuarzo, granates)
- Partición o falsa exfoliación: maclas (corindones, rubíes y zafiros)
- Según el número de planos de exfoliación: 2 (esmeralda), 4 (diamante), 6 (calcita).
- Fractura:
  - Frágil: no soporta un golpe brusco (cuarzo,topacio)
  - Tenaz: no se rompen (diamante,jade)
- Resistencia: a los agentes físicos y químicos
  - Perlas: ácidos y alcohol/ámbar: alcohol
  - Calor: no lo soportan (ámbar, azabache, ópalo, perla); cambian de color (amatista)

### Rareza
- Escasez: los diamantes han sido durante mucho tiempo mayoritariamente propiedad de De Beers, aunque desde el año 2004 tienen menos del 50% del mercado.[cita requerida]
- Clases de gemas: propiedades de un material, dependen de la composición química y de la estructura.
  - Gemas naturales, finas o verdaderas: con tratamientos permitidos (calentamiento de los circones y agua marinas, fritura de las esmeraldas)
  - Gemas sintéticas: de laboratorio (se distinguen por las inclusiones)
  - Gemas artificiales: su composición y estructura varía del natural (circonita, fabulita)
  - Gemas compuestas: se fabrican uniendo trozos de otras gemas.
  - Gemas reconstituidas: por calor y presión (ámbar, carey)
  - Gemas de imitación
  - Vidrios
- Perlas
  - Naturales: las generan moluscos (calcio y conquiolina)
  - Orientales: de ostras pintadas y madreperla
  - Cultivadas: criadas en piscifactorías
  - Imitación: cristal con barniz (no están consideradas gemas oficialmente)

## Falsificaciones
- Cristal de cuarzo: Es incoloro y es falsificable utilizando vidrio. La forma más falsificada son las esferas, que presentan burbujas microscópicas de menos de un milímetro y también contienen un interior con rayaduras muy sutiles. El cristal de cuarzo es más duro que el vidrio, por lo que raya a este. El problema de la prueba es que a veces el cuarzo se quiebra si la punta es débil. El cristal de cuarzo, cuando es de calidad media, presenta impurezas y como especie de "nubes" blancas en su interior. Existen también cuarzos de calidad totalmente transparentes que parecen cristal de vidrio.

- Lapislázuli: Es una piedra azul con origen en Afganistán y Chile.
  - El lapislázuli afgano es el de mejor calidad, sus falsificaciones utilizan incrustaciones de pirita para hacerlo pasar por mineral de más valor. Otras falsificaciones utilizan la mezcla de piedra molida con pinturas y generalmente presentan lapislázulis de colores muy opacos o muy brillantes con piritas.
  - El lapislázuli chileno se falsifica tiñendo la misma piedra u otras similares con tinte azul para hacerla más atractiva para darle valor, otras suelen presentar trozos grandes de color plomo, blanco y azul.

- Cuarzo citrino: Es extremadamente difícil conseguir minerales auténticos en el mercado. El cuarzo amarillo es escaso en la naturaleza, por lo que se falsifica con amatista, mineral abundante, que aunque sea de color morado al calentarlo a temperaturas en torno a los 300 °C, cambia de color a medida que se enfría, aparentando ser citrino. La forma de detectar la piedra falsa es que esta tiene una tonalidad cromática más dorada y con toques de marrones con espaciados en blanco, característico de la amatista que cristaliza en forma de geodas.

- Turquesa: Es casi imposible determinar la falsificación, utilizando una mezcla de piedra blanca con colorante. También se muele la verdadera turquesa y se realiza una mezcla para dar forma a la piedra. La turquesa verdadera siempre se sella con una película que la protege del sol, pues se destiñe en estado natural.

- Ámbar: Además de las imitaciones con materiales artificiales, como la baquelita o pérspex (polimetilmetacrilato), o incluso el vidrio, las imitaciones con materiales naturales se hacen de resina de copal, del pino kauri (Agathis australis), de Nueva Zelanda, del Hymenaea courbari, del América del Sur, o de la resina de damar (Belanocarpus heimii), procedente de Malasia, Indonesia y Filipinas.[3]

## Origen y crecimiento
- Magmáticas: cristalización del magma.[cita requerida]
- Sedimentarias: cristalización durante la diagénesis.
- Metamórficas: cristalización y recristalización por presión y/o temperatura de rocas preexistentes.
- Hidrotermales: a partir de fluidos a altas temperaturas.